# ATP Challenger Santo Domingo
Das ATP Challenger Santo Domingo (offizieller Name: RD Open) war ein Tennisturnier in Santo Domingo, das von 2015 bis 2024 ausgetragen wurde. Es war Teil der ATP Challenger Tour und wurde im Freien auf Sand ausgetragen.

## Liste der Sieger

### Einzel
| Jahr                         | Sieger                  | Finalgegner       | Ergebnis        |
| ---------------------------- | ----------------------- | ----------------- | --------------- |
| 2024                         | Damir Džumhur (2)       | Andrés Andrade    | 6:4, 6:4        |
| 2023                         | Genaro Alberto Olivieri | Marco Trungelliti | 7:5, 2:6, 6:4   |
| 2022                         | Pedro Cachín            | Marco Trungelliti | 6:4, 2:6, 6:3   |
| 2020–2021: nicht ausgetragen |                         |                   |                 |
| 2019                         | Juan Pablo Varillas     | Federico Coria    | 6:3, 2:6, 6:2   |
| 2018                         | Cristian Garín          | Federico Delbonis | 6:4, 5:7, 6:4   |
| 2017                         | Víctor Estrella         | Damir Džumhur     | 7:64, 6:4       |
| 2016                         | Guido Andreozzi         | Nicolás Kicker    | 6:0, 6:4        |
| 2015                         | Damir Džumhur (1)       | Renzo Olivo       | 7:5, 3:1 aufgg. |

### Doppel
| Jahr                         | Sieger                                      | Finalgegner                                  | Ergebnis           |
| ---------------------------- | ------------------------------------------- | -------------------------------------------- | ------------------ |
| 2024                         | Diego Hidalgo Miguel Ángel Reyes Varela (2) | N. Sriram Balaji Fernando Romboli            | 6:72, 6:4, [18:16] |
| 2023                         | Pedro Boscardin Dias Gustavo Heide          | Diego Hidalgo Cristian Rodríguez             | 6:4, 7:5           |
| 2022                         | Ruben Gonzales Reese Stalder                | Nicolás Barrientos Miguel Ángel Reyes Varela | 7:65, 6:3          |
| 2020–2021: nicht ausgetragen |                                             |                                              |                    |
| 2019                         | Ariel Behar (2) Gonzalo Escobar             | Orlando Luz Luis David Martínez              | 6:75, 6:4, [12:10] |
| 2018                         | Leander Paes Miguel Ángel Reyes Varela (1)  | Ariel Behar Roberto Quiroz                   | 4:6, 6:3, [10:5]   |
| 2017                         | Juan Ignacio Londero Luis David Martínez    | Daniel Elahi Galán Santiago Giraldo          | 6:4, 6:4           |
| 2016                         | Ariel Behar (1) Giovanni Lapentti           | Jonathan Eysseric Franko Škugor              | 7:5, 6:4           |
| 2015                         | Roberto Maytín Hans Podlipnik-Castillo      | Romain Arneodo Benjamin Balleret             | 6:3, 2:6, [10:4]   |